# Chołdynka
Chołdynka (ros. Холдынка) – wieś w Rosji, w rejonie wożegodskim obwodu wołogodzkiego. W 2010 r. liczyła 46 mieszkańców.